# Antonio Correr
Antonio Correr, detto "il cardinale di Bologna" (Venezia, 15 luglio 1359 – Padova, 19 gennaio 1445), è stato un cardinale e vescovo cattolico italiano.
Membro della nobile famiglia veneziana dei Correr, era figlio di Filippo Correr e di Chiara Venier.
Era inoltre nipote del cardinale Angelo Correr, che divenne papa con il nome di Gregorio XII, e cugino del cardinale Gabriele Condulmer, C.R.S.G.A., futuro papa con il nome di Eugenio IV, e del cardinale Angelo Barbarigo.

## Biografia
Con suo cugino Gabriele Condulmer e suo zio Angelo Correr era tra i fondatori della congregazione dei Canonici regolari di San Giorgio in Alga, a Venezia. Nel 1405 venne eletto vescovo di Modone e consacrato dallo zio pontefice. Nel 1407 venne inviato a Marsiglia presso l'antipapa Benedetto XIII per negoziare un suo incontro con il papa che avrebbe dovuto aver luogo a Savona. Nel 1408 fu nominato amministratore di Asolo, carica che tenne fino al 1410. Trasferito alla sede vescovile di Bologna, gli fu impedito di prendere possesso della carica dal cardinal legato Baldassarre Cossa, il futuro antipapa Giovanni XXIII, che considerava Gregorio XII illegittimo (avrebbe rinunciato al posto al momento della sua promozione al cardinalato). Lo zio papa lo nominò nel 1408 e fino al 1409 suo vicario patriarcale a Costantinopoli.
Venne nominato dallo zio cardinale prete col titolo di San Pietro in Vincoli nel concistoro del 9 maggio 1408: un anno dopo, su richiesta del papa, optò per la sede suburbicaria di Porto-Santa Rufina.
Collezionò quindi numerosi incarichi nella Curia pontificia: camerlengo di Santa Romana Chiesa (1412), legato pontificio in Germania e nelle Fiandre (1408), arciprete della Basilica di San Pietro in Vaticano (1420 - 1434), legato pontificio a Perugia, abate commendatario di svariate abbazie, tra cui quella di San Zeno di Verona, Decano del collegio cardinalizio, inviato papale nelle trattative per la pace tra Firenze e Siena nel 1431.
Nel maggio del 1438 fu nominato Penitenziere maggiore, carica che tenne per circa un mese.
Scrisse anche una storia degli avvenimenti a lui contemporanei, rimasta inedita.
Morì a San Giovanni di Verdara a Padova, e la salma venne trasferita a Venezia, nella chiesa di San Giorgio in Alga.

## Conclavi
Durante il suo cardinalato vi furono quattro conclavi, ma egli partecipò solo a due di essi:
- conclave del 1417, che elesse papa Martino V
- conclave del 1431, che elesse papa Eugenio IV

mentre non partecipò a quelli del:
- 1409, che elesse l'antipapa Alessandro V
- 1410, che elesse l'antipapa Giovanni XXIII

## Genealogia episcopale
La genealogia episcopale è:
- Papa Gregorio XII
- Cardinale Antonio Correr, C.R.S.G.A.